# Molfsee
Molfsee é um município da Alemanha, localizado no distrito de Rendsburg-Eckernförde, estado de Schleswig-Holstein.